# Isole Lingga
Le isole Lingga sono un piccolo arcipelago situato immediatamente a sud di Singapore e a est della costa orientale di Sumatra, appartenenti politicamente all'Indonesia, geograficamente e amministrativamente alla reggenza delle isole Riau. L'arcipelago è composto da due isole principali, Lingga e Singkep, dalle isole minori Sebangka e Penuba e da numerosi affioramenti.

## Caratteristiche
Nel complesso le Lingga sono estese per 2 180 km²: Lingga copre 889 km² e Singkep 827 km². La popolazione ammontava nel marzo 2003 a 40 000 individui; per un quarto circa si tratta di persone di etnia cinese, mentre gli europei residenti sono 130; sono inoltre presenti vari ceppi malesi e due grandi gruppi tribali, gli Orang Laut e gli Organ Utan, che vivono al margine della società odierna. L'economia locale si basa principalmente sulla pesca, sullo sfruttamento delle ricche risorse forestali e sull'estrazione di cassiterite, che si reperisce in un sito di scavo su Singkep. I cinesi detengono il controllo su gran parte di queste attività, compresa la raccolta del gambir (prodotto isolano tipico) e il cabotaggio attraverso i numerosi e poco profondi stretti che separano le varie lingue di terra contornanti Lingga.
Lingga presenta una morfologia sostanzialmente piana, eccettuata la regione sud-occidentale montuosa: qui sorge, peraltro, la cima più elevata dell'intera reggenza, il Monte Goengoen Dai (1 206 metri). Il clima è tropicale e piovoso, ma mitigato da correnti e venti marini; è ancora endemica la malaria.

## Storia
L'arcipelago delle Lingga fece parte, assieme a tutte le altre isole Riau, dell'Impero Srivijaya tra il VII e il XIII secolo; nel corso del Trecento passò sotto il dominio dell'Impero Majapahit, che aveva il suo epicentro in Giava, quindi subì le influenze dei regni indipendenti musulmani formatisi a Sumatra e rafforzatisi dopo la fine del Majapahit nella prima metà del XVI secolo. Al tempo i primi europei avevano già visitato l'Indonesia e nelle Riau il sovrano del sultanato della Malaysia, cacciato dai portoghesi, pose la capitale del suo nuovo regno di Johore. Durante i secoli successivi la competizione tra le varie Compagnie europee vide prevalere il Regno dei Paesi Bassi, che nel 1824 siglò un trattato con Londra, per il quale i territori a nord e a est dello Stretto di Malacca ricaddero sotto sovranità britannica e quelli a sud e ovest sotto controllo olandese. Le Lingga furono dunque inglobate nelle Indie orientali olandesi, le cui autorità iniziarono l'estrazione dello stagno e fecero dello specchio di mare compreso tra Singkep a sud-ovest e Lingga a nord un punto di scalo rilevante per le linee di comunicazioni marittime. Le Lingga furono occupate all'inizio del 1942 dall'Impero giapponese, che nella seconda metà del conflitto in Estremo oriente le utilizzò come ancoraggio delle forze da battaglia della Marina imperiale: difatti l'arcipelago disponeva di una rada sufficientemente ampia, era fuori dalla portata dei reparti aeronautici statunitensi basati a terra e, infine, si trovava adiacente alle principali fonti di approvvigionamento di carburante e altri derivati del petrolio (Balikpapan, Tarakan, Sumatra). Le Lingga videro dunque un intenso traffico di naviglio militare, da trasporto e mercantile e, durante il 1944, furono la base di partenza del grosso della 1ª Flotta mobile per la battaglia del Mare delle Filippine (19-20 giugno) e per la battaglia del Golfo di Leyte (23-26 ottobre).
In seguito alla disfatta dell'Impero giapponese e alla capitolazione del settembre 1945, le Lingga tornarono a far parte delle ristabilite Indie Olandesi, che tuttavia furono teatro di una brutale guerra civile per quattro anni. Nel 1950 le Lingga furono aggregate alla provincia di Sumatra, appartenente alla nuova realtà politica dell'Indonesia; sette anni dopo la provincia fu smembrata in tre distinti corpi amministrativi: Sumatra Occidentale, Jambi e Riau, sotto cui ricaddero le isole Riau (Lingga comprese). Nel 2004, dopo due anni di attesa dal decreto ufficiale, l'arcipelago ebbe un proprio governo locale e si trasformò in un'autonoma reggenza, pur sempre subordinata alla provincia di Riau.